# Rabaulichthys altipinnis
Rabaulichthys altipinnis is een straalvinnige vissensoort uit de familie van zaag- of zeebaarzen (Serranidae). De wetenschappelijke naam van de soort werd voor het eerst geldig gepubliceerd in 1984 door Allen.